# Bagaces
Bagaces – miasto w Kostaryce, w prowincji Guanacaste.